# Bernardo José Pinto Gavião Peixoto
Bernardo José Pinto Gavião Peixoto (São Paulo, 17 de maio de 1791 — São Paulo, 15 de junho de 1859) foi um militar e político brasileiro.

## Vida
Foi por duas vezes presidente da província de São Paulo, de 2 de agosto de 1836 a 13 de março de 1838 e de 5 de novembro de 1847 a 16 de maio de 1848.